# La guerra la gano yo
La guerra la gano yo es una película en blanco y negro de Argentina dirigida por Francisco Mugica sobre el guion de Sixto Pondal Ríos y Carlos Olivari que se estrenó el 14 de diciembre de 1943 y que tuvo como protagonistas a Pepe Arias, Ricardo Passano, Alberto Contreras, Virginia Luque y Gogó Andreu.

## Sinopsis
Un almacenero se enriquece especulando con la escasez generada por la Segunda Guerra Mundial hasta que sufre las consecuencias en carne propia.

## Reparto
- Pepe Arias ... Rosendo García
- Ricardo Passano ... José Luis
- Alberto Contreras ...  Don Eusebio Pardeiro
- Virginia Luque ... Rosarito
- Gogó Andreu ... Perico
- Chela Cordero
- Perla Alvarado
- Esperanza Palomero ... Doña Carmen
- Jorge Salcedo ... Jorge
- Malena Podestá
- Bernardo Perrone ... Mr. Wilson
- Percival Murray ... Von Muller
- Mercedes Gisper ... Mecha
- Warly Ceriani ... Emilio Giménez
- Sofía Merli
- Carlos Montalván

## Comentarios
Para El Heraldo del Cinematografista la película abusa de los primeros planos en perjuicio de la acción cinematográfica y Calki opinó que el filme logra impactos humorísticos con un libro nada extraordinario pero eficaz.
Manrupe y Portela escriben:

”Una mirada poco frecuente a su época, con cambio de retratos de Hitler y Churchill. Hay momentos de risa a pesar del final previsible y sentimental, aunque el mensaje que queda es: para enriquecerse no hay que ser honrado. Varios chivos de Crush, Bidú y otras marcas en el almacén de Pepe.”